# Храм преподобних Антонія і Феодосія Печерських (Дніпро)
Церква преподобних Антонія і Феодосія Печерських — православний храм Дніпропетровського міського лівобережного благочиння Дніпропетровської єпархії Православної церкви України у м. Дніпрі. Настоятель — о. Олександр Сербін.

## Історія
До 1997 року громаду очолював історик отець Юрій Мицик, який проводив службу у сільській хаті, але миряни мріяли про храм.
В 1997 році очільником громади став отець Олександр Сербін. Того ж року почалась відбудова культової споруди.
11 липня 2001 року церкву благословив відвідав Патріарх Київський і всієї Руси-України Філарет.
Церква перебуває в процесі відбудови, чому сприяє отець Олександр Сербін.